# Bothrops marmoratus
Bothrops marmoratus, popularmente conhecida como jararaca-pintada, é uma espécie de serpente da família Viperidae. Endêmica do Brasil, pode ser encontrada em Goiás, Tocantins e oeste de Minas Gerais.